# Mahamat Saleh Haroun
Mahamat Saleh Haroun (ur. 1961 w Ndżamenie) – czadyjski reżyser i scenarzysta filmowy.

## Życiorys
Od 1982 mieszka we Francji. W długim metrażu debiutował w 1999 filmem Bye Bye Africa. Nakręcony w 2002 w rodzinnym mieście Harouna Nasz ojciec otrzymał nagrodę na afrykańskim festiwalu FESPACO. 
Trzeci jego film, Susza (2006) zdobył Nagrodę Specjalną Jury na 63. MFF w Wenecji. Bohaterem filmu jest Atim, nastolatek zamierzający pomścić ojca zabitego podczas wojny domowej. Między nim a mordercą powstaje zaskakująca więź uczuciowa.
Zasiadał w jury konkursu głównego na 64. MFF w Cannes (2011), w jury sekcji "Cinéfondation" na 67. MFF w Cannes (2014) oraz w jury sekcji "Horyzonty" na 71. MFF w Wenecji (2014).

## Reżyseria
- Maral Tanié (1994)
- Bord’ Africa (1995)
- Goï-Goï (1995, krótki metraż)
- B 400 (1995, krótki metraż)
- Bye Bye Africa (1999)
- Nasz ojciec (Abouna 2002)
- Kalala (2006, dokument)
- Susza (Daratt 2006)
- Krzyczący mężczyzna (Un homme qui crie n'est pas un ours qui danse, 2010, Nagroda Specjalna Jury na 63. MFF w Cannes)
- Grigris (2013)
- Jesień we Francji (Une Saison en France 2017)
- Lingui, les liens sacrés (2021)